# Renault Midliner
Der Renault Midliner war ein mittelschwerer LKW für den Verteilerverkehr von Renault Trucks. Er war als Pritschenwagen (Automobil) und Fahrgestell erhältlich. Renault Trucks produzierte das Modell zuletzt im Werk Blainville-sur-Orne. Der Midliner trug die Vierer-Club-Kabine und startete ursprünglich als ein Modell des Renault Tochterunternehmen Saviem als Saviem JP/JNin der leichteren Ausführung und Saviem HB bei den schwereren Nutzlasten. Bei den schwereren Modellen bestand äußerlich der Unterschied mit in den Stoßstangen statt im Kühlergrill integrierten Scheinwerfern und sie waren auch als Doppelkabine erhältlich. Nach dem Zusammenschluss von Renaults Tochterunternehmen Saviem und Berliet 1978 zu Renault Véhicules Industriels wurde das Modell im Heimatmarkt erst als Renault Saviem JP/JN und GF/GR/GB angeboten und nach einem Facelift 1979 verschwand der Markenname Saviem. Ab 1982 hieß die Serie dann auf dem Heimatmarkt Renault JK/G und ab 1985 Renault-S und G.
Bereits ab 1979 wurde das Modell vom Renault Partner Mack Trucks als Mack Midliner verkauft, während er auf den Exportmärkten als Renault-S oder G-Serie angeboten wurde. Im Laufe der 1980er Jahre wurde auf den Exportmärkten ebenso der Name Midliner eingeführt, in Deutschland ab 1983. Nach der ersten Modernisierung beim Übergang von Saviem zu Renault 1979 gab es 1987 eine erneute Überarbeitung mit modernerer Frontgestaltung. Gleichzeitig war ab nun die schwerere Variante äußerlich der S-Serie gleich und wurde nun im Export als Renault Midliner-M oder MK angeboten, im Heimatmarkt als Renault M/MK. 1991 wurde die Baureihe auch im Heimatmarkt offiziell zum Renault Midliner.
1995 erfolgte nochmals eine kräftige Überarbeitung der Karosserie und des Innenraums. Während sich äußerlich im Laufe der langen Bauzeit von 1975 bis 2000 nur etappenweise Veränderungen ergaben, erfolgte technisch stets eine Evolution.
Startete man 1975 noch mit Wirbelkammereinspritzung Dieselmotoren, folgten bald Modelle mit Turbolader. In den 1980er Jahren zogen dann Direkteinspritzungs Dieselmotoren ebenso ein wie Antiblockiersystem. In den 1990er Jahren folgten dann noch Airbags und Common-Rail-Einspritzungs Dieselmotoren neben vielen anderen technischen Verbesserungen. 2000 wurde dann die Produktion eingestellt und der Renault Midlum wurde das Nachfolgemodell.

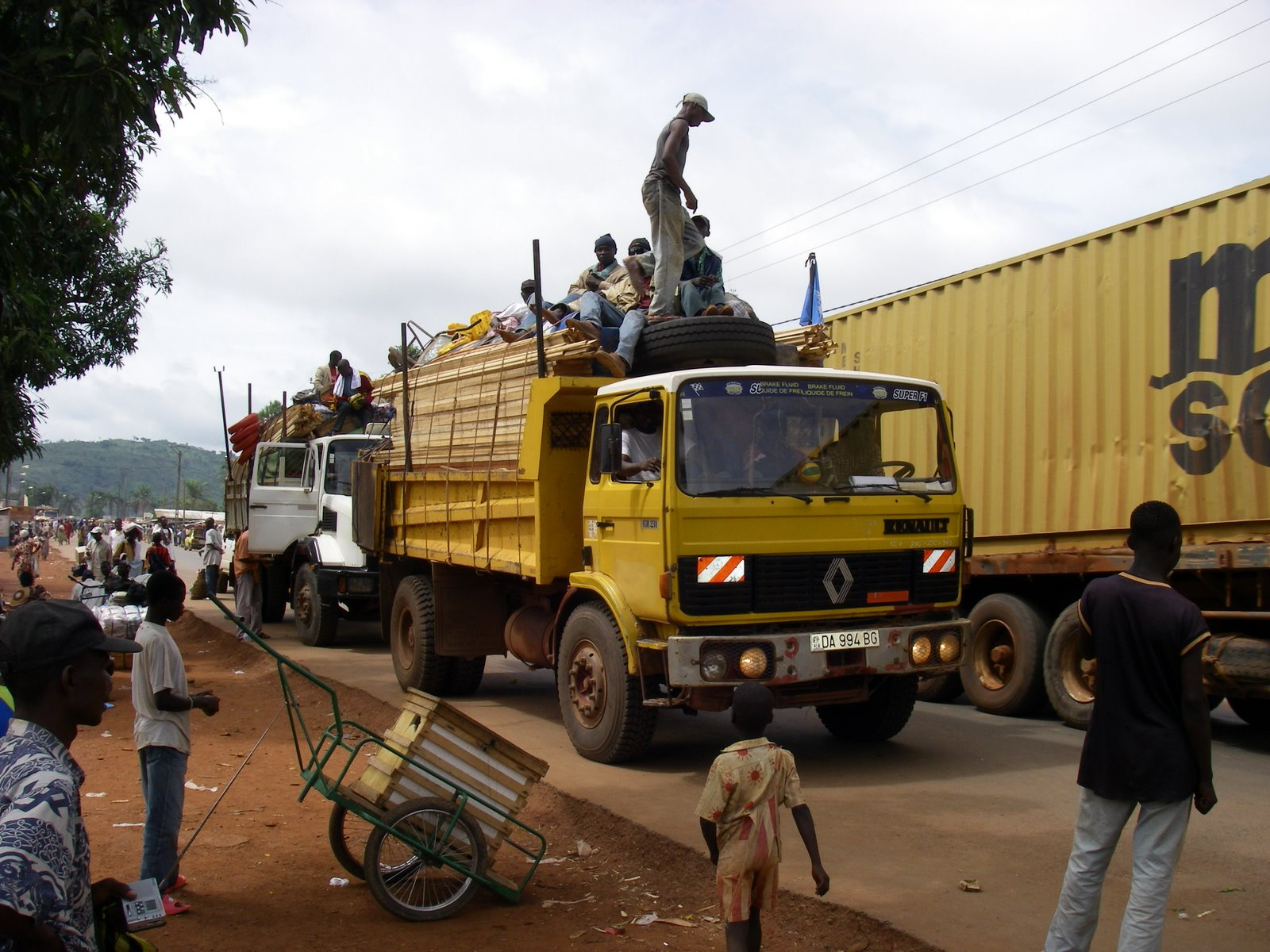
Renault G-Serie
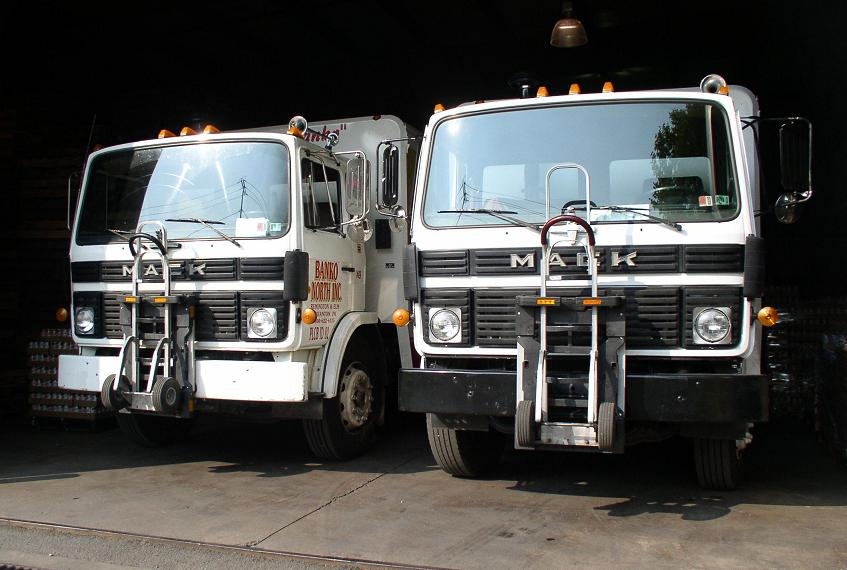
Mack Midlum
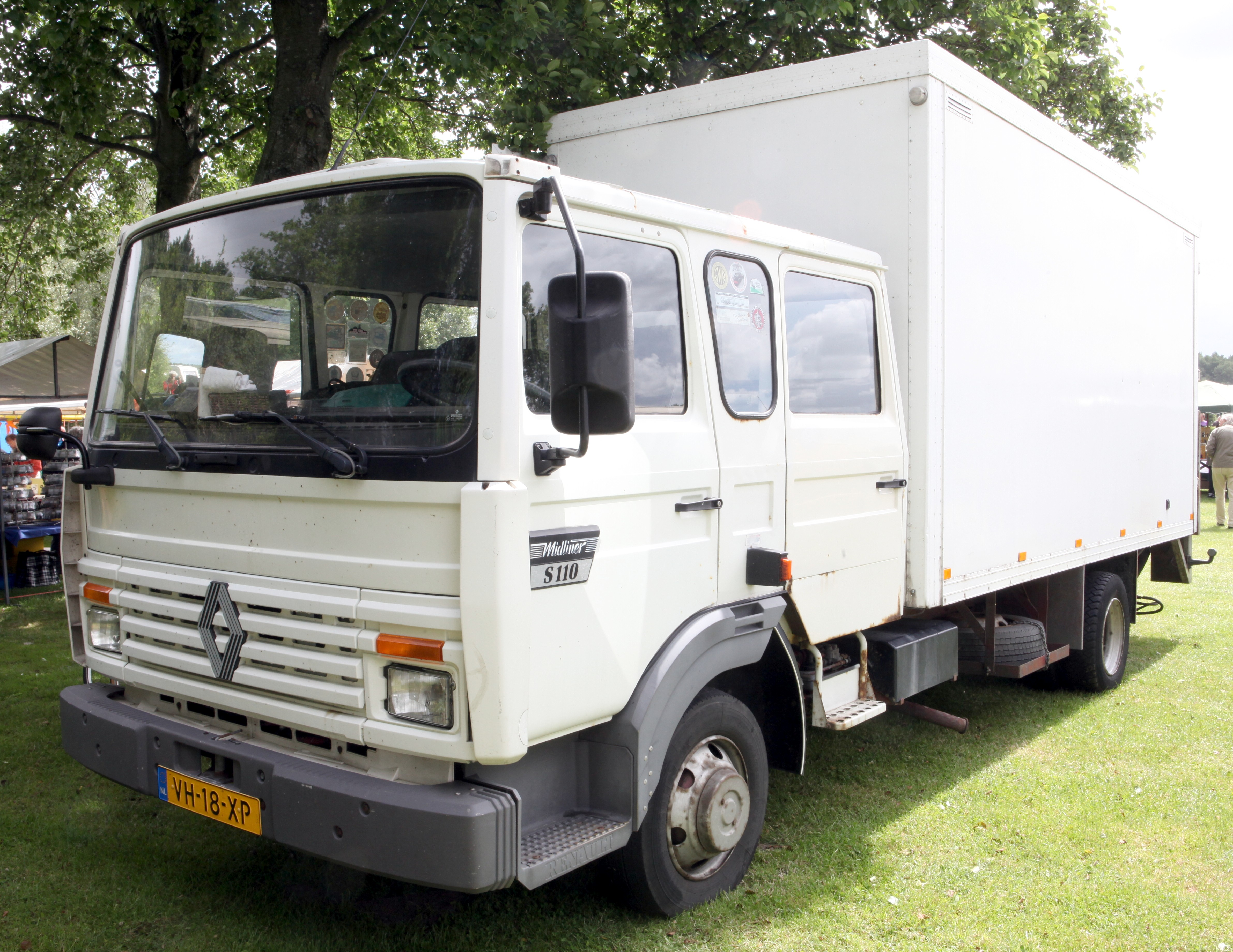
Facelift 1987
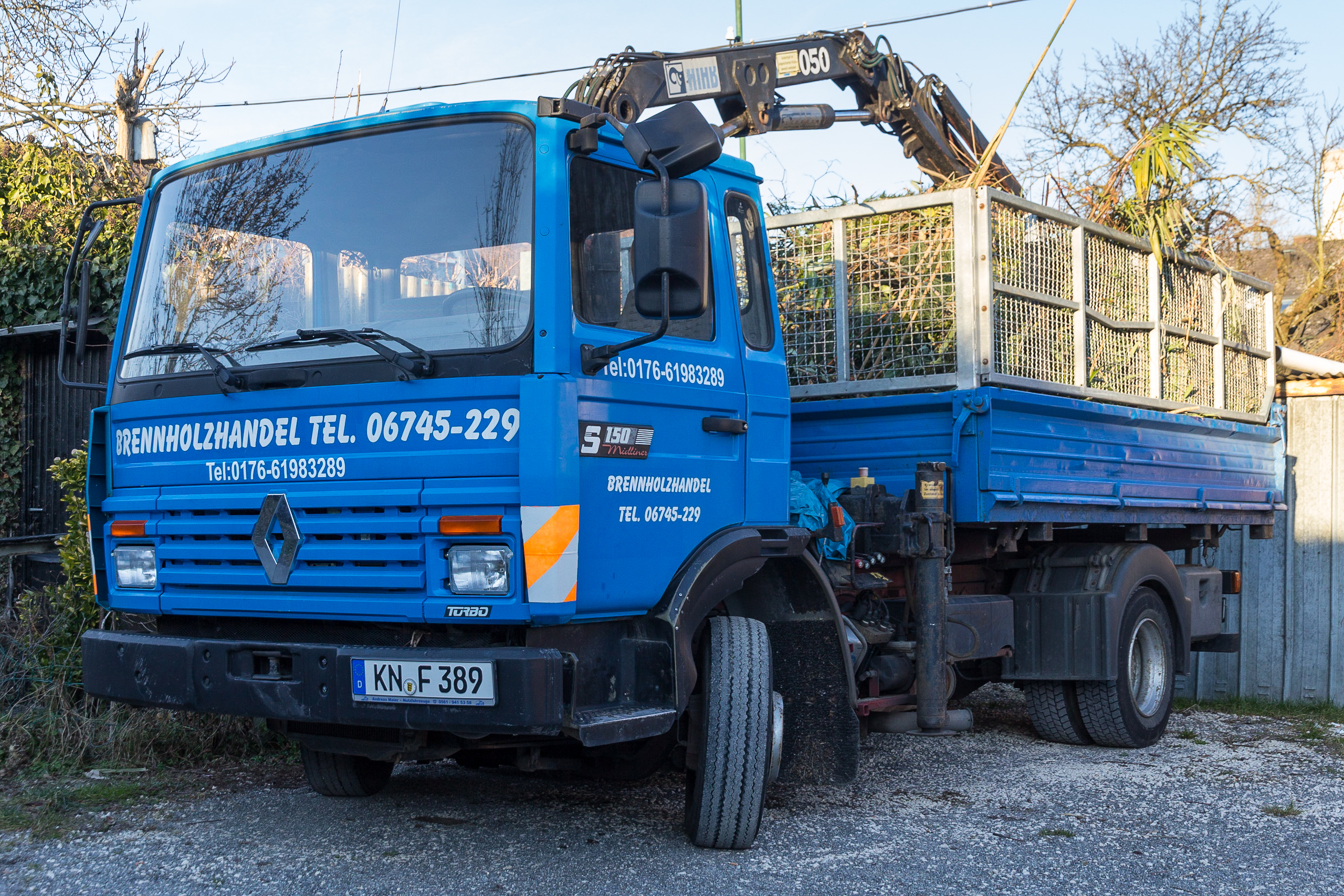
Renault S150 Midliner
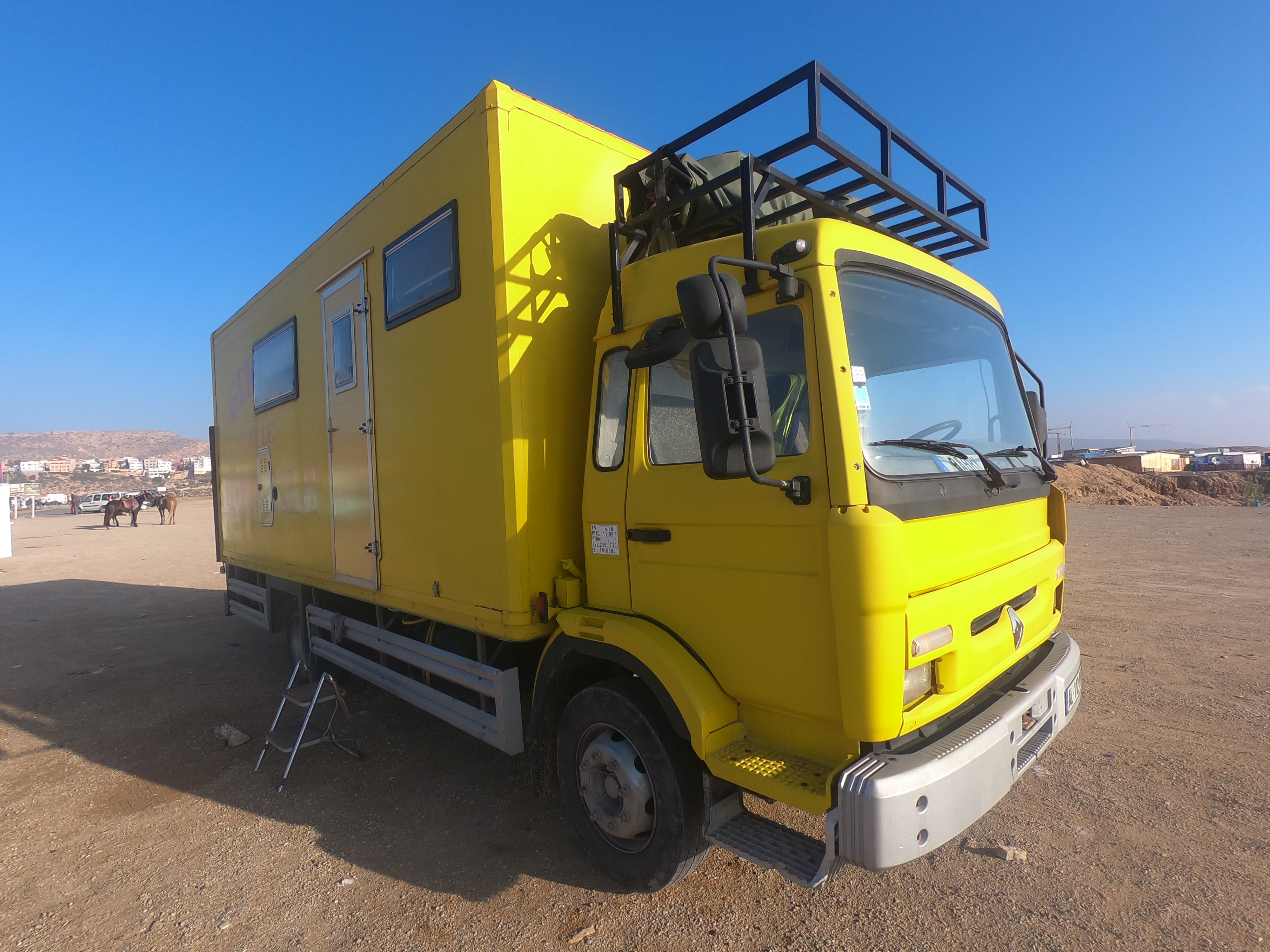
Renault Midliner S 180 als Camper LKW Ausbau in Tamraght Marokko